# Blahbergalm
Die Blahbergalm ist eine 37 Hektar große Alm in der Gemeinde Weyer im österreichischen Bundesland Oberösterreich. Die im Besitz der Österreichische Bundesforste befindliche Alm ist verpachtet und liegt 5 km nördlich des Hengstpasses, in einer Seehöhe von 1040 m ü. A. Auf einer Weidefläche von 27 Hektar werden etwa 15 Mutterkühe mit Kälbern und ein Zuchtstier der Rasse Murbodner Rind gehalten. Die Blahbergalm ist von Mai bis September bewirtschaftet. Das Almgebiet ist über eine Straße und Wanderwege erreichbar. 

## Geologie
Der Name Blaberg bezieht sich auf ein mittelalterliches Blähhaus zum Schmelzen des Eisenerzes. Seit dem Mittelalter wurde am nahen Blaberg-Hochkogel Eisenerz (Bohnerz) abgebaut. Der Abbau wurde Mitte des 20. Jahrhunderts eingestellt.